# هنري لوبيز
هنري لوبيز (بالفرنسية: Henri Lopes)‏ هو دبلوماسي وكاتب وسياسي كونغولي، ولد في 12 سبتمبر 1937 في كينشاسا في جمهورية الكونغو الديمقراطية. نشط حزبياً في حزب العمال الكونغولي ‏. وقد انتخب سفير وانتخب سفير جمهورية الكونغو لدى فرنسا (26 أكتوبر 1998 – 12 يوليو 2016) وانتخب رئيس وزراء جمهورية الكونغو (28 يوليو 1973 – 18 ديسمبر 1975).

## وصلات خارجية
- هنري لوبيز على موقع مونزينجر (الألمانية)